# Jambo Kajeung
Jambo Kajeung is een bestuurslaag in het regentschap Bireuen van de provincie Atjeh, Indonesië. Jambo Kajeung telt 419 inwoners (volkstelling 2010).